# 鳩山エミリー
鳩山 エミリー（はとやま エミリー、1955年〈昭和30年〉2月11日 - ）は、東京都出身のエッセイスト、元女優。旧名は高見エミリー（）。
夫は自由民主党の衆議院議員である鳩山邦夫元総務大臣。次男の鳩山二郎も自由民主党の衆議院議員である。長女は歌手・イラストレーターの高見華子（高実華子）。

## 来歴・人物
母・高見貞子は広島県呉市出身で、旧制呉精華女学校を卒業後、戦時中は女子挺身隊として呉海軍工廠で働いた。戦後、GHQが当地を占領し、通訳をしていた弟からイギリス系オーストラリア人、ジェームス・K・ベアードを紹介された。ベアードは呉で酒保（kantine）のマネージャーをしていた。交際には両方の親から猛反対されたため、戦後一年たった1946年に二人は上京し、東京恵比寿で所帯を持った。ベアードは戦後、米軍基地のPX（post exchange）に品物を納める商社の日本駐在員として働いた。
東京で生まれたのが理沙とエミリーの姉妹で、姉は東映に所属し、同じく1960年代半ばより映画やコマーシャルなどに高見リサ（マージョリー・ベアード）として活動した。
エミリーは母方の旧姓をとって高見エミリー、または英名のエミリー・ジェーン・ベアードの名で、1960年代半ばより少女漫画誌「少女フレンド」（講談社）の表紙モデルを務めた。アメリカンスクール在学中の1968年10月から1969年1月までTBS系で放送されたテレビドラマ『台風娘がやって来た』のオーディションで選ばれ初主演するなど、1970年代初めまで女優として活動する。1972年には『青い森の日曜日』で歌手デビュー。
実姉と鳩山邦夫の従兄弟との結婚式で鳩山から見初められ、14歳のときにプロポーズされる。17歳で婚約し、結婚後に芸能界を引退した。

## リカちゃん人形との関わり
リカちゃん人形の香山リカがフランス人と日本人のハーフという設定は、発売当時にハーフの少女タレントの高見エミリーが人気だったことによる。宣伝でも高見エミリーを使う予定があり、社内ではまだ名前が未定だったリカちゃん人形をエミリーと呼んでいたという。

## 出演作品

### 映画
- 『黄金バット』 （1966年） - エミリー・ベアード
- 『仮面ライダー対ショッカー』 - エミ
- 『仮面ライダー対じごく大使』 - エミ

### テレビ
- 『キャプテンウルトラ』 第24話「行け! キャプテン　宇宙をこえて（1967年9月24日） - ミユキ
- 『キイハンター』第160話「墓場に消えた現金輸送車」- 間宮ユカリ・第108話「25時発国際線逃亡ルート」
- 『台風娘がやって来た』
- 『笑ってよいしょ』第4話
- 『フラワーアクション009ノ1』第3話「裏切り寝返り大合戦」- ジュリー
- 『おくさまは18歳』第26話 「もう一人の飛鳥」(1971年03月23日/TBS、大映) - 早苗
- 『なんたって18歳!』
- 『仮面ライダー』（第40話 - 第68話） - エミ（ライダーガールズ）
- 『おひかえあそばせ』
- 『美人はいかが?』
- 『飛び出せ!青春』 第36話 - アンナ・ジョンソン
- 『あしたに駈けろ!』
- 『ポーラテレビ小説 花もめん』
- 『ザ・ガードマン』 第331話
- 『嫁ゆかば』 第8話 - エミー

### パイロットフィルム
- 『豹マン』（1967年、ピー・プロダクション） - 藤波千鶴

### CM
- 全薬工業「ジキニン」

## 著書
- 『食べるのが大好き』 2001年4月 ISBN 4062106973

## レコード
- 青い森の日曜日／ちょっと涙こぼれたら（EPIC、1972年） - 作詞：うさみかつみ、作曲：鈴木邦彦[9][10]
- コント55号のおもしろ英語レコード（1970年） - 小学館小学五年生7月号付録、出演：コント55号、高見エミリー[11]